# 舞鶴汽船
有限会社舞鶴汽船（まいづるきせん）は、京都府舞鶴市にかつて存在した海運会社。舞鶴湾内の各港を結ぶ旅客定期航路を運航していた。

## 概要
もともと明治期に民間の日之栄汽船が大浦半島と舞鶴東港を結ぶ定期航路路線として開設されたのを機に、1926年（大正15年）には舞鶴西港からの定期航路が新設された。しかし、道路網の整備により年々利用者は減少し、1975年（昭和50年）に舞鶴市などが出資する第三セクターの「舞鶴汽船」に事業が引き継がれ、舞鶴湾内定期航路として約30年にわたり地域の足として親しまれた。
1976年度以降は、離島航路整備法に基づく国庫補助航路の指定を受けて、欠損金の補助を受けていた。
しかし年間4000万円にもおよぶ赤字を計上し、利用者の増加も望めないことから2004年（平成16年）9月30日をもって廃止された。
関西電力舞鶴火力発電所の建設にともなう浦入地区の移転により、1996年12月から大丹生までの運航となった。
航路廃止後は、バス代替となり、西大浦バス運航協議会による自主運行バスとして、西大浦バスが平日のみ4往復運行されている。

## 航路

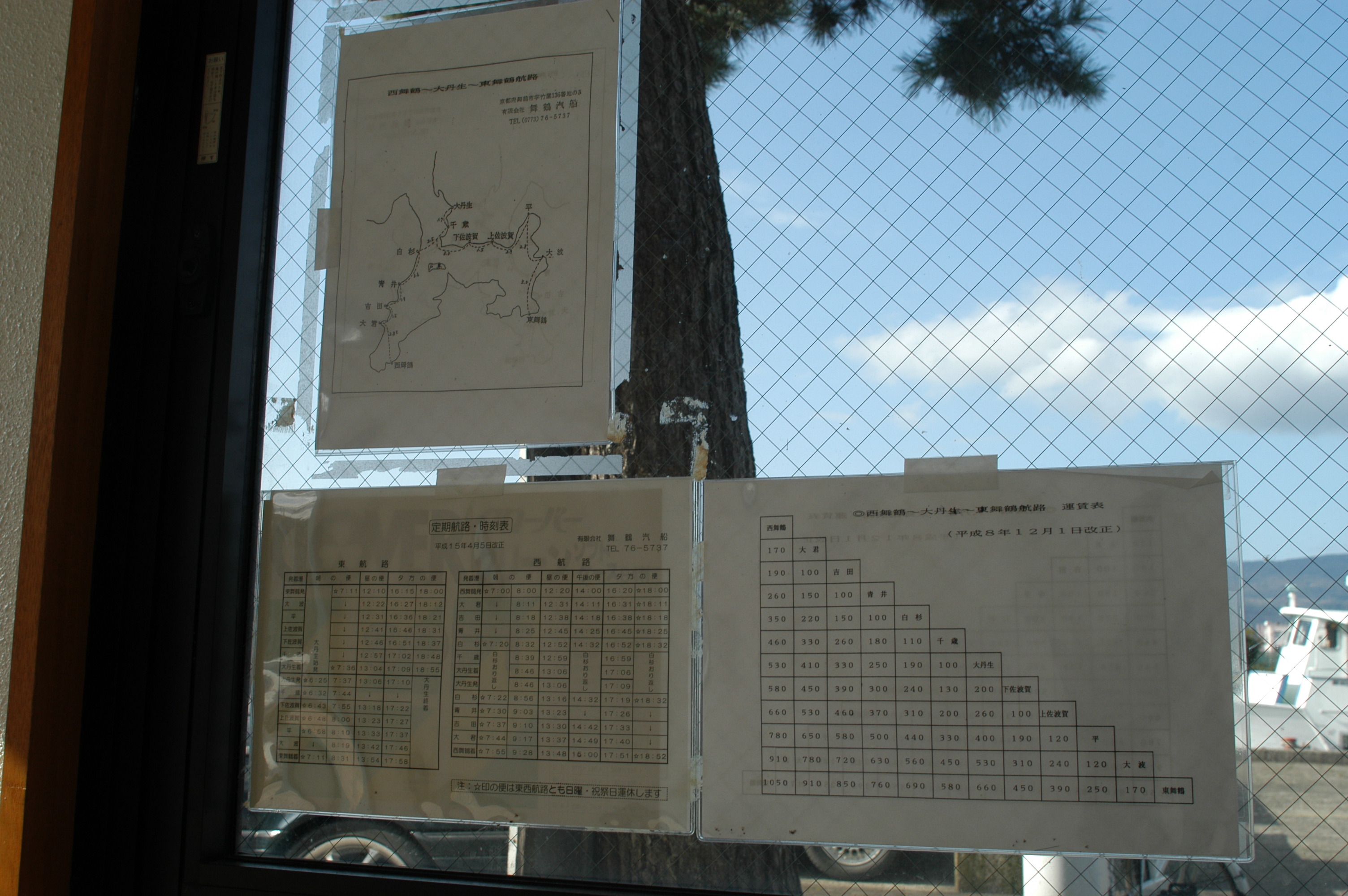
末期の航路図・時刻表・運賃表(東舞鶴渡船場)

- 東舞鶴 - 大波 - 平 - 上佐波賀 - 下佐波賀 - 千歳 - 大丹生 - 浦入
- 西舞鶴 - 大君 - 吉田 - 青井 - 白杉 - 千歳 - 大丹生 - 浦入

## 船舶

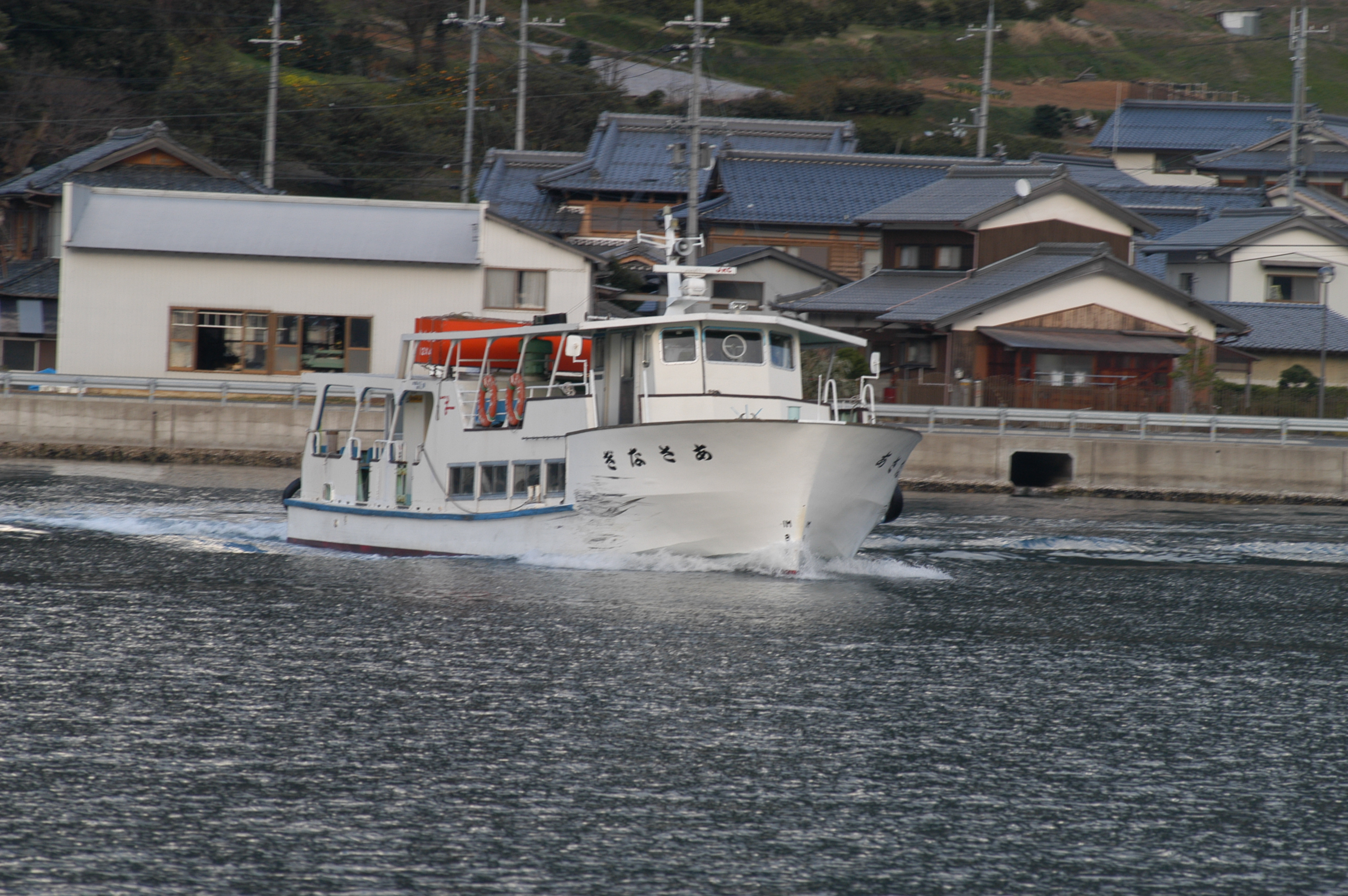
定期船「あさなぎ」(千歳付近)

FRP製旅客船3隻を保有していた。
- あさなぎ

1978年11月進水、西日本FRP造船建造
19総トン、航海速力12.0ノット、旅客定員94名、航路廃止後は舞鶴港遊覧船で就航
- ゆうなぎ

1980年10月進水、西日本FRP造船建造
17総トン、航海速力12.0ノット、旅客定員94名
- ちどり[3]

1990年11月進水、同年12月10日竣工、1991年3月10日就航。小浜ドック建造、船舶整備公団共有
18総トン、全長12m、幅4.3m、深さ1.6m、ディーゼル1基1軸、機関出力421ps、航海速力11.9ノット、旅客定員83名

### 過去の船舶
発足時には木造客船5隻を継承していた。
- 第一大丹生丸[4]

1959年10月進水
15.32総トン、ディーゼル1基、機関出力60ps、航海速力7.5ノット、旅客定員65名
- 第二大丹生丸[4]

1952年10月進水
12.83総トン、ディーゼル1基、機関出力60ps、航海速力7.5ノット、旅客定員70名
- 第三大丹生丸[4]

1952年3月進水
4.90総トン、ディーゼル1基、機関出力12ps、航海速力6ノット、旅客定員21名
- 第三西大浦丸[4]

1953年12月進水
22.93総トン、ディーゼル1基、機関出力75ps、航海速力8ノット、旅客定員93名
- 西大浦丸[4]

1962年9月進水・就航
28.35総トン、ディーゼル1基、機関出力90ps、航海速力8ノット、旅客定員93名
1991年、「ちどり」就航に伴い売船、漁礁となった